# Relazioni bilaterali tra Ungheria e Serbia
Le relazioni bilaterali tra Ungheria e Serbia fanno riferimento ai rapporti diplomatici ed economici tra l'Ungheria e la Repubblica di Serbia. La storia delle relazioni diplomatiche di Ungheria e Serbia risale al 21 novembre 1882, quando furono stabiliti i primi rapporti tra Serbia e Austria-Ungheria. Oggi l'Ungheria ha un'ambasciata a Belgrado e un consolato generale a Subotica, mentre la Serbia ha un'ambasciata a Budapest e un consolato onorario a Szeged.
I due paesi condividono 151 km di confine comune. Secondo l'ultimo censimento, ci sono circa 254.000 persone di origine ungherese che vivono nel nord della Serbia (in particolare in Voivodina) e circa 7.000 persone di origine serba che vivono in Ungheria (senza contare i migranti dalla Serbia all'Ungheria dagli anni '90).

## Storia

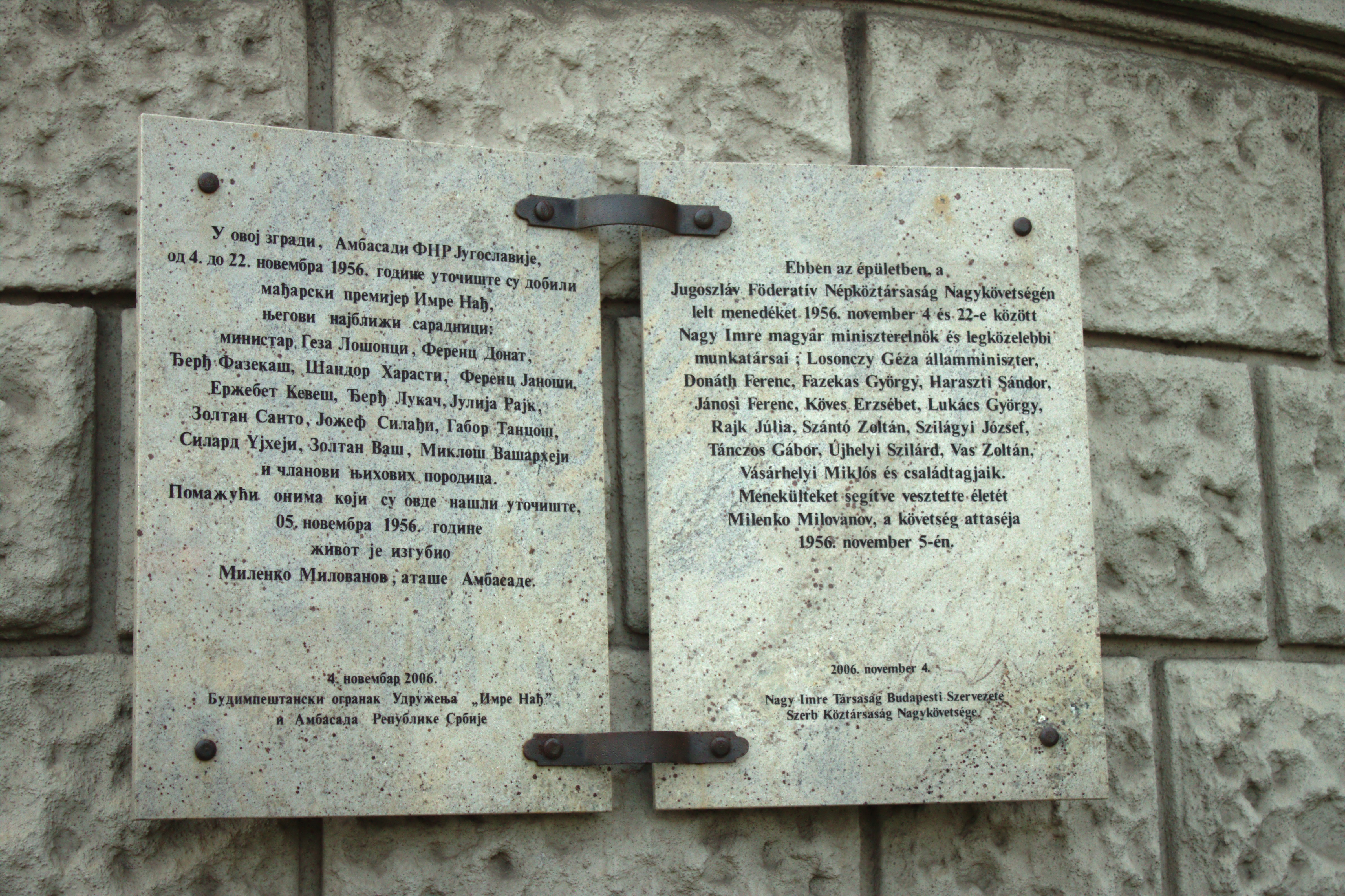
Targa commemorativa presso l'Ambasciata di Serbia a Budapest in memoria di Imre Nagy, che vi fondò un rifugio durante la Rivoluzione ungherese del 1956

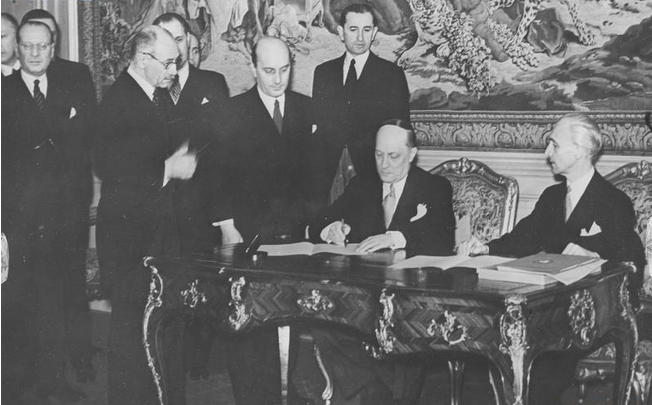
I ministri degli Esteri Aleksandar Cincar-Marković e László Bárdossy firmarono il Trattato di eterna amicizia tra Jugoslavia e Ungheria il 14 marzo 1941 a Budapest.

Ungheria e Serbia condividono una lunga storia caratterizzata da cooperazione e conflitto. Sia i rifugiati ungheresi che quelli serbi fuggirono dalle occupazioni ottomane e facevano parte dei famosi ussari alati, un reggimento militare risalente alla precedente Confederazione polacco-lituana. Tuttavia, i rapporti tra i due stati si fecero tesi nella seconda metà del XIX secolo, a causa degli interessi serbi nei confronti dei territori di Bosnia ed Erzegovina e della Voivodina, entrambi aventi una significativa popolazione serba. Come parte dell'Austria-Ungheria, l'esercito ungherese ebbe un ruolo considerevole nella campagna di Serbia durante la prima guerra mondiale. Dopo la guerra, la Voivodina venne sottratta dalla Serbia.
L'Ungheria e la Jugoslavia firmarono un patto di non aggressione il 12 dicembre 1940, e un "Trattato di amicizia eterna" il 12 dicembre 1940. Tuttavia, l'Ungheria partecipò all'invasione dell'Asse in Jugoslavia, evento che spinse l'allora primo ministro ungherese Pál Teleki a suicidarsi. In epoca comunista, Josip Broz Tito si dimostrò contrario alla rivoluzione ungherese del 1956, sostenendo l'intervento militare sovietico contro gli ungheresi; tuttavia la repressione dei manifestanti ungheresi da parte dell'esercito sovietico potrebbe aver influenzato la decisione di Tito di schierarsi contro i sovietici nella Primavera di Praga un decennio dopo.
I rapporti tra Serbia e Ungheria sono precipitati negli anni '90, quando la Jugoslavia ha iniziato a disintegrarsi. L'Ungheria è stata uno dei primi sostenitori dell'indipendenza croata, ed è stata tra i principali partecipanti al bombardamento della Jugoslavia a guida NATO nel 1999. Ciò ha messo a dura prova le relazioni tra i due paesi, lasciando all'Ungheria preoccupazione verso la popolazione magiara in Jugoslavia. Successivamente, le relazioni hanno continuato a peggiorare, in seguito al riconoscimento da parte dell'Ungheria del Kosovo come stato indipendente.
Dopo decenni di tensioni, nel 2013 è stata effettuata una riconciliazione storica tra Belgrado e Budapest. Il presidente ungherese, János Áder, ha tenuto un discorso davanti all'Assemblea nazionale serba, dove ha rilasciato scuse ufficiali per il ruolo ungherese nella persecuzione dei serbi durante la seconda guerra mondiale, tra cui il massacro di Novi Sad. A sua volta, nel 2014 l'Assemblea nazionale serba ha simbolicamente annullato le leggi jugoslave sulla colpa collettiva del popolo ungherese per i crimini commessi durante la seconda guerra mondiale.
Né l'Ungheria né la Serbia hanno aderito alle sanzioni contro la Russia in seguito all'invasione russa dell'Ucraina nel 2022, ad eccezione di quelle che l'Ungheria ha dovuto adottare in quanto membro dell'Unione Europea. Entrambi i paesi si sono espressi apertamente contro la limitazione delle importazioni di gas russo, subendo di conseguenza un deterioramento delle relazioni con l'Ucraina. D'altra parte, la loro posizione comune ha rafforzato le relazioni tra i due paesi.

## Patrimonio serbo in Ungheria

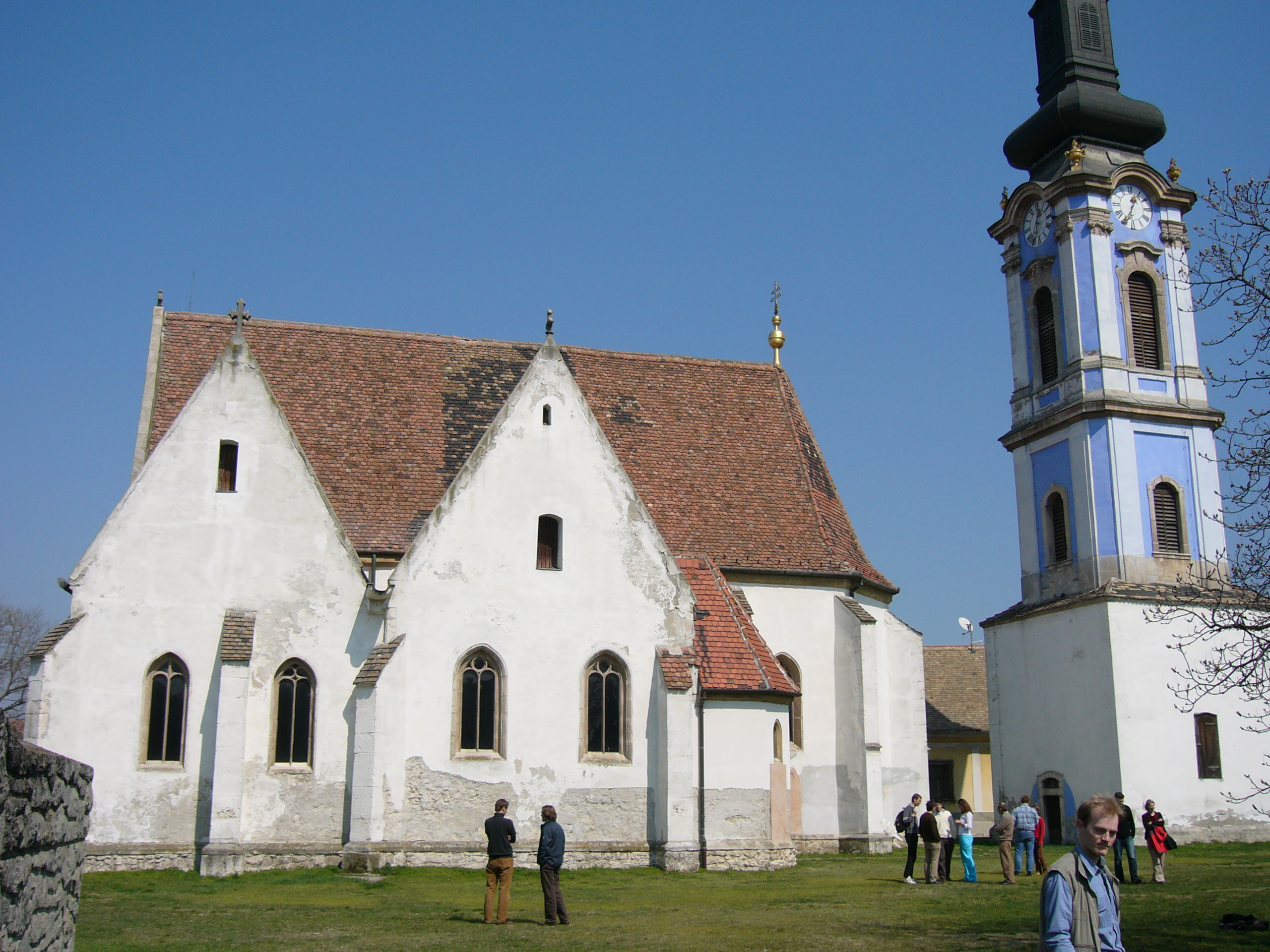
Monastero serbo di Kovin

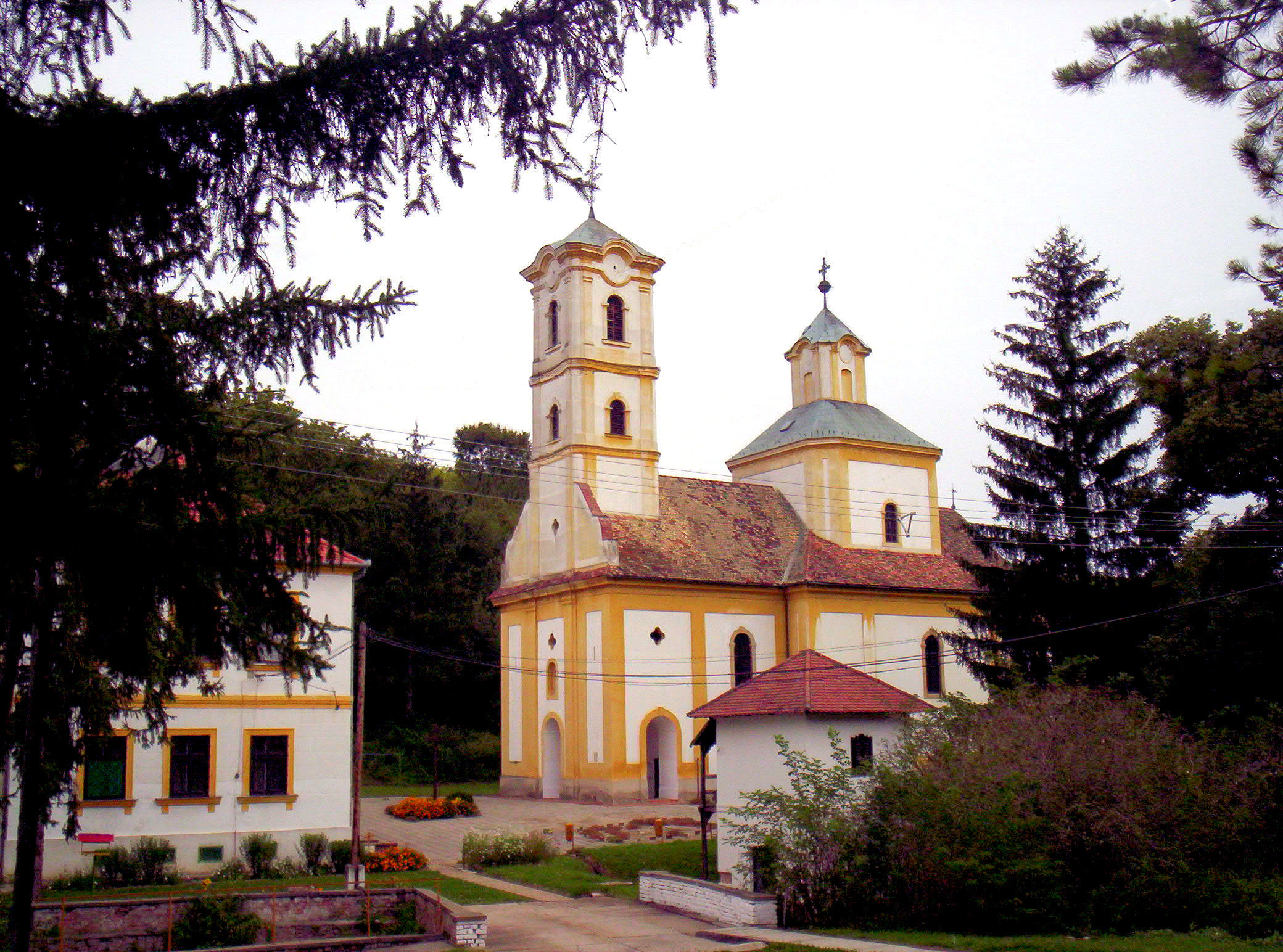
Monastero di Grabovac

La presenza dei serbi nel territorio dell'attuale Ungheria risale al Medioevo. La madre del re ungherese Géza II (1141-1162), Elena di Serbia, era figlia di Uroš I, sovrano del Gran Principato di Serbia. Durante il regno di Géza II, suo fratello Beloš Vukanović era Palatino del Regno d'Ungheria. A partire dal XIV secolo, un gran numero di serbi emigrò nel Regno d'Ungheria per fuggire dalla minaccia ottomana.
Un esempio lampante del patrimonio architettonico serbo in Ungheria è la città vecchia di Szentendre (in serbo: Sentandreja), situata accanto al Danubio, la quale possiede sette chiese ortodosse, case mercantili dai colori vivaci e il Museo del patrimonio serbo ortodosso. A Budapest, la cattedrale serbo-ortodossa nel distretto di Tabán venne danneggiata durante la seconda guerra mondiale e fu successivamente demolita. C'è un'antica chiesa ortodossa serba nella Szerb utca a Pest, oltre che la famosa università serba, Thökölyanum (serbo: Tekelijanum).
Ci sono chiese serbe anche a Vác (Vac), Székesfehérvár (Stoni Beograd), Szeged (Segedin), Baja (Baja), Mohács (Mohač), Siklós (Šikloš), Eger (Jegra), Győr (Đur), Esztergom (Ostrogon) e Hódmezővásárhely (Vašarhelj).
Inoltre ci sono due monasteri serbi ortodossi, uno a Ráckeve (Srpski Kovin) e uno a Grábóc (Grabovac).

## Patrimonio ungherese in Serbia

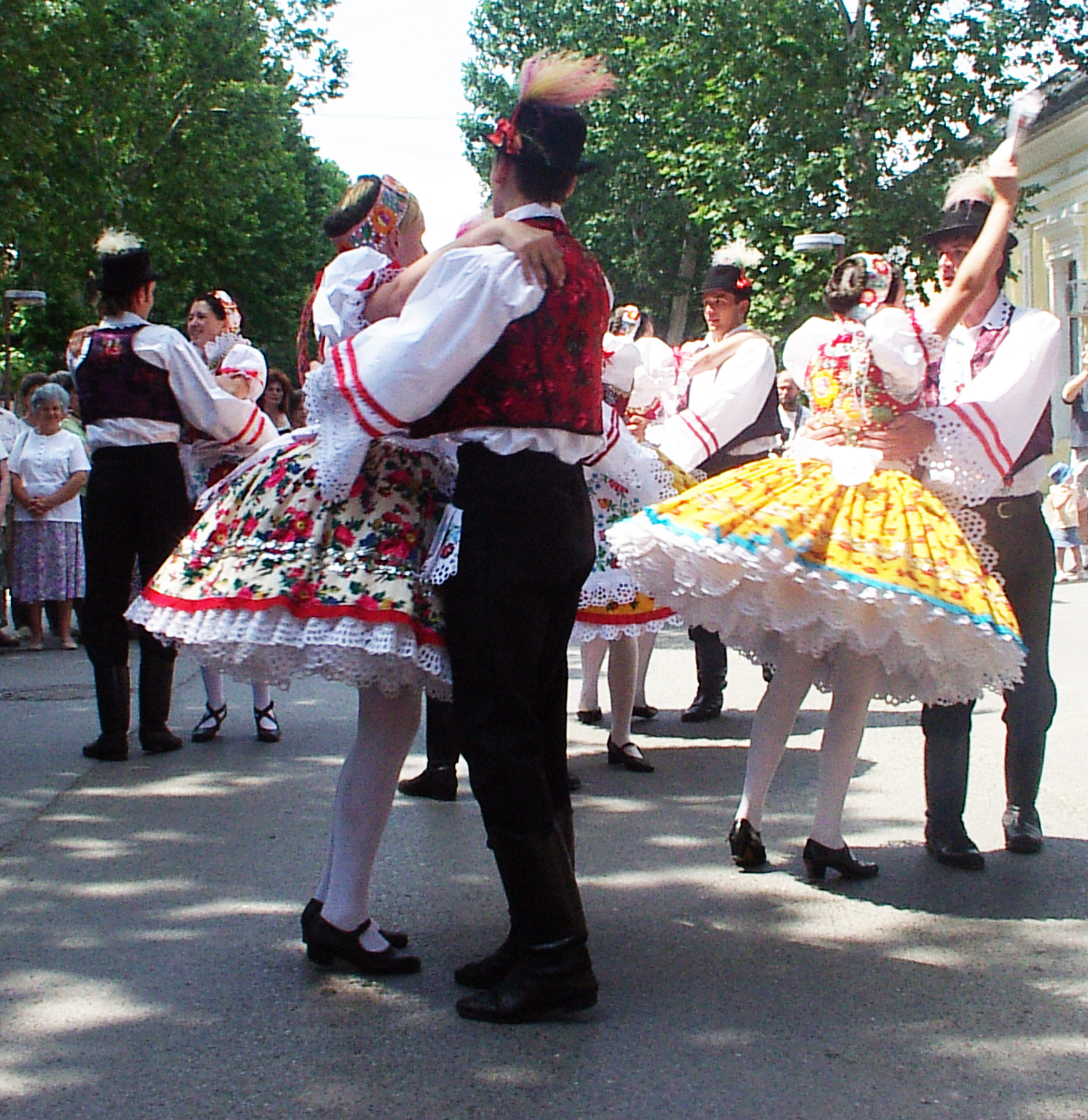
La danza csárdás a Doroslovo

Parti della regione della Voivodina fecero parte del regno d'Ungheria nel X secolo; gli ungheresi iniziarono quindi a stabilirsi nella regione, che prima di allora era per lo più popolata da slavi. Il conte Imre Csáky stabilì gli ungheresi nei suoi possedimenti a Bačka nel 1712. Dalla seconda metà del XVIII secolo, i coloni ungheresi si stabilirono a Senta, Topola, Stara Kanjiža, Iđoš, Pačir, Stara Moravica, Kula, Mol, Ada, Subotica, Sentomaš, Čoka, Mađarska Crnja, Bečkerek e Vršac. Nel Banato, l'insediamento degli ungheresi iniziò più tardi. Nel XIX secolo aumentò la colonizzazione ungherese. Dall'inizio del secolo, piccoli gruppi di coloni dell'Alföld immigrarono gradualmente nella regione della Bačka. Nella prima metà del XIX secolo gruppi sempre più piccoli di coloni si stabilirono a Mol, Temerin, Novi Sad, Svilojevo e Bačka Palanka. Dopo l'abolizione della frontiera militare, altri ungheresi si stabilirono principalmente a Žabalj e Titel.

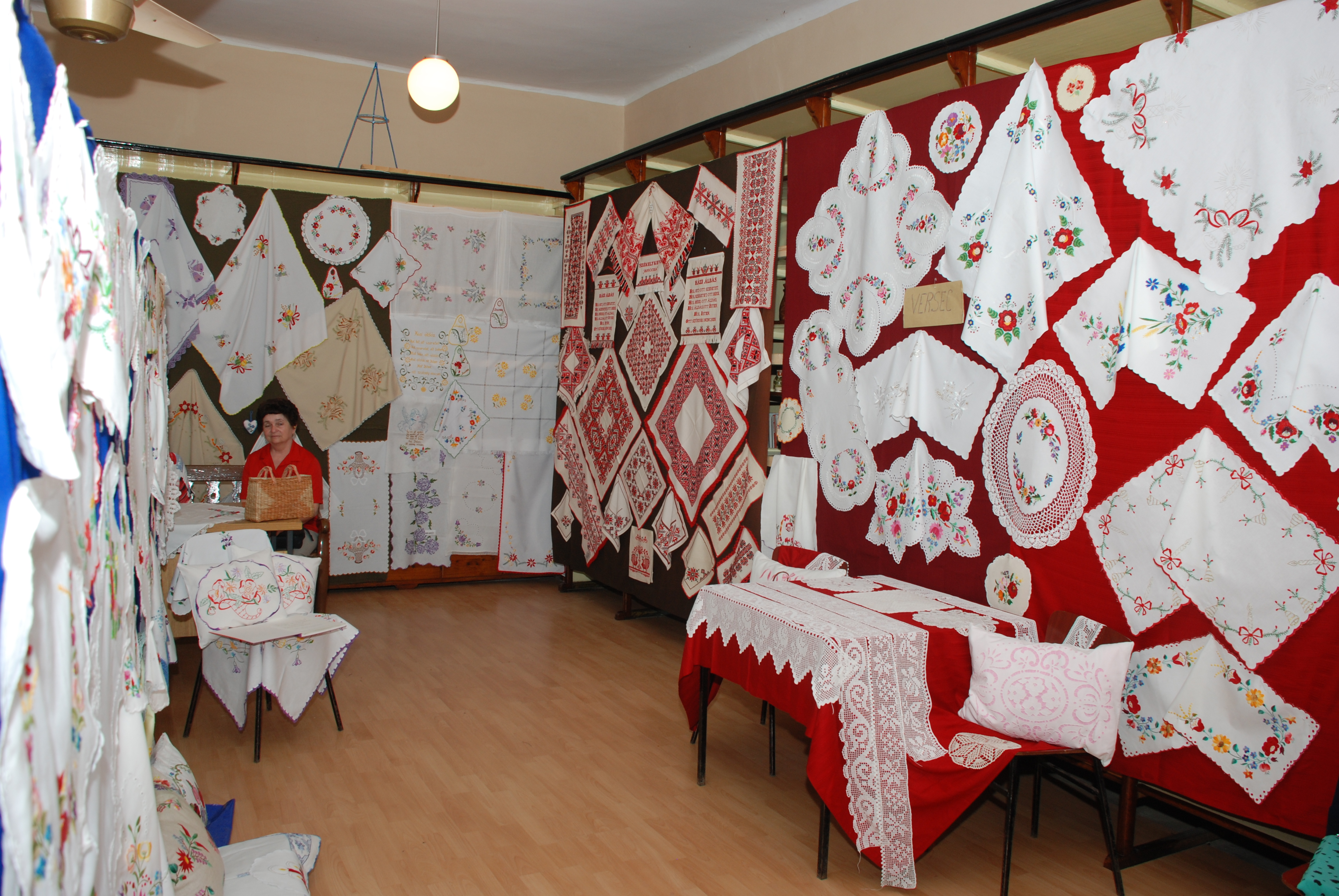
Artigianato ungherese a Šušara (Fejértelep)

I primi coloni ungheresi in Sirmia si trasferirono lì durante gli anni '60 dell'Ottocento dalle contee vicine, in particolare dalla Bačka.
Gli ungheresi di fede cattolica provenivano principalmente dal Dunántúl, mentre quelli di fede protestante provenivano principalmente dall'Alföld.

## Economia
Il commercio reciproco svolge un ruolo importante nell'economia di entrambi i paesi. Nel 2015, la Serbia era tra i partner commerciali più importanti dell'Ungheria, al diciottesimo posto per esportazione e al ventiseiesimo posto per importazione.
| Milioni (€) | 2012      | 2013      | 2014      | 2015      |
| ----------- | --------- | --------- | --------- | --------- |
| Export      | 1.244.019 | 1.190.983 | 1.300.511 | 1.264.637 |
| Import      | 356.102   | 469.352   | 433.110   | 538.397   |
| Bilancio    | 887.917   | 721.631   | 867.401   | 726.240   |

I principali investitori ungheresi in Serbia sono OTP Bank, MOL e Masterplast.

## Rappresentanze diplomatiche
- L'Ungheria ha un'ambasciata a Belgrado (Belgrád)[12] e un consolato generale a Subotica (Szabadka).[13] L'Ambasciatore d'Ungheria in Serbia è il dott. Attila Pintér dal 22 novembre 2021.
- La Serbia ha un'ambasciata a Budapest (Будимпешта)[14] e un consolato onorario a Szeged (Сегедин). L'Ambasciatore di Serbia, in Ungheria è il dott. Ivan Todorov dal 22 novembre 2021.